# 180. Infanterie-Division (Wehrmacht)
Die 180. Infanteriedivision war eine deutsche Infanteriedivision im Zweiten Weltkrieg. Die Division wurde am 31. Oktober 1944 aufgestellt und war an der Westgrenze bei Venlo und Wesel eingesetzt. Die Division wurde im April 1945 im Ruhrkessel weitgehend aufgerieben.